# زجاج أنجلوساكسوني

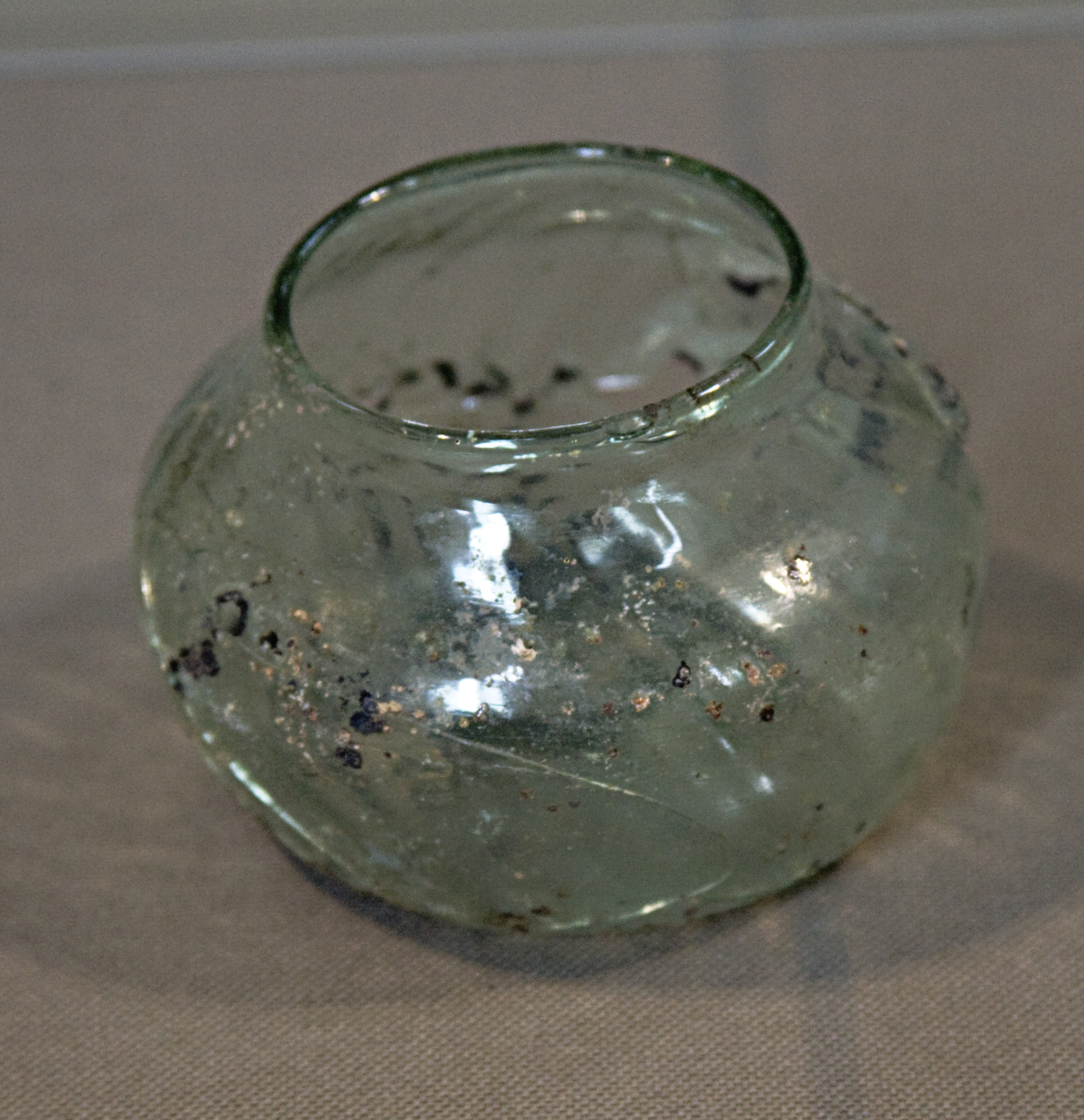
جرة زجاجية من القرن الحادي عشر الميلادي، وهي القطعة الوحيدة المكتملة منذ تلك الفترة.

وجد الزجاج الأنجلوساكسوني عبر أراضي إنجلترا خلال الاستكشافات الأثرية في المواقع الاستيطانية والمقابر. أنتجت إنجلترا الانجلوسكسونية أشكالاً مختلفة من الزجاج شملت الأواني والخرزات والنوافذ، وحتى كمجوهرات. شهد القرن الخامس الميلادي مع مغادرة الرومان لبريطانيا تطورًا ملحوظًا في استخدامات الزجاج. وُجد في حرفيات مواقع بريطانيا الرومانية كميات وفيرة من الزجاج، ولكنها كانت ضئيلة للغاية مقارنة بالعصر الأنجلوساكسوني.
وُجدت معظم الأواني المكتملة والخرزات المُجمّعة في حفريات المقابر الأنجلوساكسونية القديمة. ولكن مع تغيّر طقوس الدفن في نهاية القرن السابع الميلادي بدخول المسيحية إلى بريطانيا، قلت اكتشافات الزجاج التي تعود لتلك الفترة. منذ ذاك الحين، أصبح زجاج النوافذ أكثر شيوعًا باستخدامه في نوافذ الكنائس والأديرة. وصف القليل من الكتابات الكنسية طريقة إنتاج الزجاج، واستخداماته، وخاصة في المباني الكنسية. استخدم الأنجلوساكسونيون الزجاج أيضًا في المجوهرات، سواء كمينا أو كقطع زجاجية.

## صناعته
كان معظم الزجاج الذي وجد من الفترة الأنجلوساكسونية من نوع زجاج الصودا-الحجر الجيري-السيليكا، كالذي كان يصنعه الرومان. من المستبعد أن تكون المادة الخام للزجاج قد صُنعت في إنجلترا في تلك الفترة، ويرجّح أنه كان يُصنع من الزجاج المُعاد تدويره، كما كان يفعل الرومان. ومع ظهور الكنائس والأديرة، زاد الطلب على الزجاج. ومع صعوبة استيراد النطرون من مصر في تلك الفترة، فلجأ الأنجلوساكسونيون إلى تجربة البوتاس كمادة قاعدية أساسية.
تشير الحفريات في المواقع الأنجلوساكسونية إلى أن صناعة صهر الزجاج كانت محدودة حيث لم تكتشف الاستكشافات أي وجود لأفران مصحوبة ببواتق، التي لم تكتشف إلا في مواقع كنسية كالأديرة. ترجح المصادر أن الزجّاجين كانوا يتنقلون ليصنعوا الزجاج للسكان بحسب الطلب، بدلاً من نقله من مراكز للصناعة.